# Tasovický mlýn
Tasovický mlýn  v Tasovicích v okrese Znojmo je bývalý vodní mlýn, jehož ruiny stojí 6 km po proudu řeky Dyje pod Znojmem jako součást bývalé klášterní rezidence. V letech 1958–1987 byl areál chráněn jako nemovitá kulturní památka České republiky.

## Historie
Mlýn byl založen na pozemcích kláštera znojemských klarisek již koncem 13. století a církevní vrchností byl opatřen devíti poddanskými usedlostmi. První písemná zmínka pochází až z roku 1520; toho roku klášter klarisek snížil mlynáři Štěpánovi každoroční naturální plat z důvodu opakujících se povodní. Ještě před rokem 1550  držel mlýn znojemský měšťan Kryštof Hynkl, který jej rozšířil - pozdně gotické obytné stavení prodloužil východním směrem o částečně klenutou rohovou jižní část.
V 50. letech 20. století zde bylo mletí na mouku zastaveno, zařízení mlýna se po krátkou dobu využívalo jen ke šrotování a na turbínu byl napojen elektrický generátor. Poté objekty sloužily k bydlení a jako hostinec s tanečním sálem a kinem.
Po roce 1989 nový majitel chystal údajně rekonstrukci a přestavbu areálu na hotelové společenské zařízení, areál však využil jako bankovní zástavu. V roce 2009 budovy vyhořely, v letech 2010–2011 byla realizována rekonstrukce mlýnského náhonu a jeho vtokového objektu.

## Popis
Trojkřídlá dispozice mlýna obklopuje dvůr o dvou úrovních. Svojí nejdelší, 55 m dlouhou jižní stranou přiléhá k náhonu, kde se nachází mlýnice o půdorysu 27 × 14 metrů. Obytné prostory vedle mlýnice mají na dvorním průčelí přízemní arkádovou chodbu se zbořenou dřevěnou pavlačí. V jihovýchodním rohu dvora stojí hranolová věž se schodištěm. Do mlýna se vjíždělo průjezdem ve východním křídle. Při vjezdu byl vyhlouben vinný sklep, později prodloužený.
Voda na vodní kolo vedla od jezu 1100 metrů dlouhým náhonem. V roce 1930 zde byla Francisova turbína (průtok 2,7 m³/s, spád 2,9 m, výkon 46 k).